# Cerna (Donau)
De Cerna (Hongaars: Cserna) is een zijrivier van de Donau in het zuidwesten van Roemenië. 
De rivier ontspringt in het Godeanu-gebergte in het district Gorj en stroomt in een vrijwel rechte lijn in zuidwestelijke richting om bij Orșova de Donau te bereiken. Het nauwe dal scheidt het Mehadia-gebergte van het Cerna-gebergte.
Tot aan het kuuroord Băile Herculane, de voornaamste plaats aan de Cerna, stroomt de rivier door het Nationaal Park Domogled-Valea Cernei, waarvan het grondgebied vrijwel samenvalt met het stroomgebied van de Cerna tot dit punt. 
In de Cerna bevinden zich enkele stuwmeren. Het grootste is het 292 ha grote Lacul Valea lui Iovan aan de bovenloop.
Vanaf Băile Herculane vormt de Cerna het zuidelijke uiteinde van de Timiș-Cerna-corridor, die de verbinding vormt tussen het Banaat en Walachije. Langs de rivier lopen hier een Europese weg en een internationale spoorlijn.